# Minipi
De Minipi (Engels: Minipi River, Innu: Minai-nipiu-shipu) is een 60 km lange rivier in de Canadese provincie Newfoundland en Labrador. De rivier bevindt zich in het zuidoosten van het schiereiland Labrador.

## Verloop
De rivier vindt zijn oorsprong op 339 m boven zeeniveau als uitstroom van Minipi Lake, een groot meer in de wildernis van Zuid-Labrador. Hij verlaat het meer in het noorden en stroomt over zijn 60 km lange loop vrijwel onafgebroken in noordwestelijke richting. Op 60 m boven zeeniveau mondt hij uit in de grote rivier de Churchill. Die uit het westen komen rivier buigt naar het noorden af vanaf daar waar de Minipi erin uitmondt.

## Hydrologie
De Minipi heeft een stroomgebied van zo'n 2900 km². Bij het meetpunt op 55 km vóór de monding, ofwel 5 km voorbij Minipi Lake, bedraagt het gemiddelde debiet 56 m³/s. Het grootste debiet doet zich voor in de maand juni door het jaarlijkse smelten van de sneeuw. Het gaat met name om een gemiddeld junidebiet van 157 m³/s.

## Fauna
In de rivier komen verschillende vissoorten voor, waaronder de driedoornige stekelbaars, tiendoornige stekelbaars, bronforel, snoek, de spieringsoort Osmerus mordax en de zuigkarpersoorten Catostomus commersonii en Catostomus catostomus.
Zoogdieren die de Minipi tot hun leefgebied rekenen zijn onder meer Canadese bevers, muskusratten, Amerikaanse waterspitsmuizen en rivierotters. Ook verschillende watervogelsoorten maken gebruik van de rivier, waaronder de Amerikaanse watersnip, grote geelpootruiter, bandijsvogel, Canadese gans, middelste zaagbek en grauwe franjepoot.